# Макстивен, Шон
Шон Макстивен (ирл. Seán Mac Stíofáin), урождённый Джон Эдвард Дрейтон Стивенсон (англ. John Edward Drayton Stephenson; 17 февраля 1928, Лондон — 18 мая 2001, Ан-Уавь) — ирландский националист, первый главнокомандующий «временным крылом» Ирландской республиканской армии. До начала вооружённого конфликта в Северной Ирландии служил в британской авиации.

## Биография
Родился 17 февраля 1928 в Лондоне, квартале Лейтонстоун. При рождении получил имя Джон Эдвард Дрейтон Стивенсон (англ. John Edward Drayton Stephenson), хотя позднее называл себя на ирландский манер Шон Макстивен (ирл. Seán Mac Stíofáin). Отец — клерк у солиситора, англичанин по происхождению. Мать — ирландка по национальности, протестантка по вероисповеданию, уроженка Восточного Белфаста. Детство Шона было очень тяжёлым: отец часто выпивал и избивал жену до полусмерти. Когда Шону было 10 лет, его мать умерла. Макстивен считал, что мать оказала на него большое влияние, особенно после её слов, которые он услышал в возрасте 7 лет:

Я ирландка, и поэтому ты ирландец. Не забывай об этом.
Оригинальный текст (англ.)I'm Irish, therefore you're Irish....Don't forget it.

Макстивен ходил в католическую школу, где много общался с ирландскими студентами-националистами. В 1944 году он бросил школу и отправился работать продавцом стройматериалов, а через год был призван в армию и отслужил в авиации, дослужившись до звания капрала. После увольнения из армии он вернулся в Лондон, где стал чаще контактировать с ирландскими организациями: Гэльской лигой и Ирландской лигой против разделения; приобрёл и позднее продал акции газеты United Irishman, вступил затем в лондонскую ячейку партии Шинн Фейн и занялся с 1949 года работой над созданием подразделения ИРА. Первую жену, Мэри, уроженку Каслтаунроча, он встретил примерно тогда же. Некоторое время Макстивен работал в «British Rail».

## В рядах ИРА
25 июля 1953 Макстивен участвовал в первой своей операции как член ИРА: отряд ирландских повстанцев разграбил в тот день оружейную Учебного офицерского корпуса в школе Фелстид. В ходе рейда было украдено 108 винтовок, 10 пулемётов Bren, 8 пистолетов-пулемётов STEN, два миномёта и несколько самодельных артиллерийских орудий. Полиция преследовала грузовик, увозивший оружие, несколько часов: он был настолько перегружен, что в итоге ему пришлось сбавить скорость самому у Брэйнтри (Эссекс). 19 августа 1953 его, Кэтала Гулдинга и Мануса Каннинга приговорили к 8 годам тюрьмы каждого решением суда города Бишопс-Стортфорд. Именно от Гулдинга Макстивен услышал первые слова на ирландском и выучил их. Уже затем он свободно овладел ирландским языком, но разговаривал с английским акцентом.
За время своего пребывания под стражей (он содержался в тюрьмах Вурмвуд-Скрабз и Брикстон) Шон Макстивен выучил греческий язык благодаря нескольким киприотам, осуждённым за поддержку кипрского сепаратизма. Тогда же, подружившись с Никосом Сэмпсоном, Макстивен задумался о начале партизанской войны против британских властей. В 1959 году его помиловали, и Шон уехал со своей семьёй в Ирландию, поселившись сначала в Дублине, а затем в Ан-Вань (графство Мит), где и стал называть себя официально на ирландский манер. Он занимался продажами в одной из ирландоязычных организаций: как оказалось, он уже бывал в Ирландии перед Фелстидским рейдом. В том же году он выступил в Боденстауне с речью.
Будучи ревностным католиком, некурящим и непьющим, он не понимал зачастую левое движение в Ирландии, которое с 1964 года его друг Кэтал Гулдинг впихивал в идеологию ИРА. Будучи назначенным Директором по разведке ИРА в 1966 году, Макстивен продолжал собирать оппозицию к Гулдингу и набирал свою поддержку. Вместе с тем некоторые из позиций и действий левых Макстивен всё-таки поддерживал, выступая против лендлордства в Мидлтоне, против Дублинского комитета по жилищным действиям и против распродажи ирландских земель в графстве Мит, где он осел в 1966 году. Он был настолько яростным католиком, что даже отказался продавать газету United Irishman после публикации скандальной статьи Роя Джонстона, в которой тот считал розарий вещью, разжигающей межрелигиозную ненависть. За отказ продавать газеты Макстивена выгнали из ИРА на полгода.

## Командир «временного» крыла
В 1969 году Особая армейская конвенция ИРА проголосовала за прекращение мирных акций и переход к методам грубой силы, ознаменовав начало вооружённой борьбы. Тройка, состоявшая из Шона Макстивена, Дэйти О’Коннелла и Шеймуса Туоми, и ещё примкнувшие к ним несколько человек образовали Совет Временной Армии, выступив против партийного съезда Шинн Фейн в 1970 году. Марксистское руководство партии на голосовании не добилось принятия решения по борьбе с различными «уклонистами», несмотря на роспуск некоторых окружных комитетов и нейтральных филиалов: в 1966 году им удалось разогнать комитет Северного Керри, куда входили около 250 человек, выгнать оттуда ключевых фигур типа Мисс Мэй Дэли (сестра Чарли Дэли, казнённого в 1923 году в Драмбо, Донегал), Джон Джо Райс (депутат Парламента Ирландии с 1957 по 1961) и Джон Джо Шии (ветеран-республиканец и футболист). Кого-то просто уволили из партии. Главным яблоком раздора служило нежелание Керри признавать законными решения правительств Великобритании, Республики Ирландия и Северной Ирландии.
Макстивен был назначен командиром Совета Временной Армии. 10 января 1970 на выступлении в Дублине он заявил о намерении создать «временное крыло» Шинн Фейн, куда войдут лица, одобряющие действия повстанцев. Так был положен конец дружбе Макстивена и Гулдинга: последний стал командующим «официального» крыла ИРА. Им не удалось примириться: Гулдинг позднее называл Макстивена презрительно «англоирландцем». Совет получил власть над всеми активными ячейками ИРА (за исключением роты в Лоуэр-Фоллз-Роуд под командованием Билли Макмиллена и отдельных отрядов Дерри, Ньюри, Дублина и Уиклоу). Появлялась Временная Ирландская Республиканская Армия, а Макстивен стал подписываться «П. О’Нил» в целях конспирации (такую версию выдвинул Рури О’Брэди) и подтверждения подлинности всех листовок ИРА. Подобный раскол случился и в Шинн Фейн: «официальное» крыло возглавил Томас Макгьолла, шедший на выборы от имени «Официальной Шинн Фейн», поддержавший марксиста Кэтала Гулдинга и присвоивший себе штаб-квартиру партии на Гардинер-Стрит. Противники Макгьоллы обосновались на Кевин-Стрит, сохранив имя партии. Сторонников официального движения стали презрительно называть «липучками» (англ. stickies).
Макстивен был одним из ярых сторонников силового разрешения конфликта и верил, что только путём кровопролития можно было раз и навсегда покончить с британским владычеством в Северной Ирландии. В своей автобиографии он ставил целями Временной ИРА переход от «обороны зон» к «комбинированной обороне и ответным ударам», а затем к «полномасштабным наступательным действиям против британской оккупационной системы», а также описал своё видение тактики «снайперов, убивающих с первого выстрела». Его военная стратегия описывалась кратко троекратным повтором слова «эскалация»: в 1972 году, самом кровопролитном за всю историю конфликта, ИРА уничтожила 100 британских солдат, потеряв 90 своих членов. Самому Макстивену приписывают участие в попытке атаки полицейского участка в Кроссмэглене в августе 1969 года.
7 июля 1972 Макстивен отправил делегацию на тайную встречу с правительством Великобритании на Чейн-Уолк в Лондоне. Британскую сторону представлял Госсекретарь по делам Северной Ирландии Уильят Уайтлоу, ирландскую — Дэйти О’Коннелл, Мартин Макгиннесс, Джерри Адамс, Шеймус Туоли и Айвор Белл. Макстивен, уверенный в своих силах, выдвинул три требования:
1. Разрешить жителям Республики Ирландия и Северной Ирландии самостоятельно решить судьбу своей страны.
2. К январю 1975 года вывести немедленно все свои войска из Северной Ирландии.
3. Освободить всех политзаключённых.

Британцы отказались выполнять требования, сославшись на обязательства, ранее данные ирландцам. Переговоры закончились ничем, а премьер-министр Эдвард Хит позднее сказал, что Уайтлоу приобрёл только отрицательный опыт общения с ирландцами. Макстивен утверждал, что Уайтлоу блефовал на переговорах и сначала попытался сделать ставку на эффектность, а не эффективность, но затем бросил это дело и проявил себя как проницательный политик — более того, Уайтлоу даже сумел правильно выговорить имя руководителя ирландских повстанцев. Так или иначе, но Макстивен приказал привести все ирландские повстанческие силы в полную боевую готовность: 21 июля 1972, в день Кровавой пятницы, в Белфасте на воздух в течение двух часов взлетели аж 22 автомобиля, в результате взрывов погибли 9 человек (из них два солдата) и были ранены 130 (в том числе 77 женщин и детей). Макстивен в мемуарах называл это показательной акцией устрашения, чтобы заставить британцев убедиться в могуществе ирландцев и способности проводить даже такие масштабные операции.
4 сентября 1972 в Мюнхене состоялась встреча премьер-министров Великобритании и Ирландии: Эдвард Хит спросил своего визави Джона Линча, возможно ли добиться ареста Макстивена, но получил отрицательный ответ. Линч добавил, что доказательств террористической деятельности Макстивена недостаточно, а его самого поддерживает общественность. Тем не менее, 19 ноября 1972 тот был арестован после скандального интервью на ирландском радио в программе «This Week». 25 ноября Особый уголовный суд Дублина приговорил Шона Макстивена к шести месяцам тюрьмы. Спустя несколько дней возмущённый министр Джерри Коллинз, член партии Фианна Файл, уволил всё руководство телерадиокомпании RTÉ. Сам же осуждённый в тюрьме Карраг отказался принимать пищу и воду, вследствие чего его отправили в Университетский госпиталь Матери Милосердия. Оттуда его 26 ноября 1972 попытались освободить двое ирландских повстанцев, переодетых в священников, но попытка освобождения провалилась, после чего Макстивена перевели в военный госпиталь в графстве Килдэр. Отказываться от еды и питья он прекратил только 28 ноября.
Голодовка Шона Макстивена вызвала массовые протесты и беспорядки в Дублине, особенно когда его навещали архиепископ Дублина Дермот Райан и его предшественник Джон Чарльз Маккуэйд. Всего она продлилась, по словам Макстивена, 53 дня. За свой акт гражданского неповиновения он поплатился изгнанием из Военного совета ИРА, обвиняясь в подрыве репутации движения. Ходят слухи, что к голодовке его подталкивали Рури О’Брэди и Дэйти О’Коннелл, однако с учётом того, что О’Брэди был арестован, это весьма сомнительная теория (хотя в Карраге он встречал Макстивена).
Из-за ареста Макстивен лишился не только своего влияния, но и всех своих званий в иерархии ИРА. В апреле 1973 года после своего освобождения из тюрьмы он покинул движение.

## После службы
После ухода из ИРА Макстивен стал заниматься снова коммерческой деятельностью и работать в газете An Phoblacht в конце 1970-х годов. Из партии он ушёл в 1982 году, не договорившись по поводу годовых отчётов: тогда большинство выступило против назначения руководства в каждой из четырёх провинций Ирландии. В марте 1983 года он выступил с призывами о прекращении огня в Северной Ирландии.
Дальнейшая деятельность была связана с «Гэльским кланом»: в 1993 году на её 100-летнем юбилее Макстивен был почётным гостём, оставаясь членом организации до самой смерти. Он проживал к юго-востоку от Келс и рядом с местом проведения Телтаунских игр. На двери своего дома он установил табличку «Говорите здесь по-ирландски» (ирл. Labhair Gaeilge Anseo).

## Смерть
В 1993 году Макстивен перенёс инсульт. Его здоровье ухушалось. 18 мая 2001 он скончался в больнице Матери Божией в Ан-Вань. Ему было 73 года. Он был похоронен на кладбище Святой Марии в том же городе. На похороны пришли многие из его друзей и противников, в том числе Джерри Адамс и Мартин Макгиннесс. Рури О’Брэди назвал его «выдающимся лидером ИРА в трудные времена ирландской истории» и «трудолюбивым человеком», отметив его командирские качества. Ита Ни Коннег, деятельница Гэльского клана (гроб с Макстивеном был накрыт флагом этого движения) заявила, что покойный «был заинтересован в защите прав мужчин и женщин, в какой бы точке земного шара их ни угнетали, особенно в защите ирландцев в Ирландии» и что о нём плохо отзывались из-за журналистских интриг.